# Чжу Цзицін
Чжу Цзицін (朱自清, 22 листопада 1898 — 12 серпня 1948) — китайський письменник-прозаїк, поет, вчений.

## Життєпис
Народився 22 листопада 1898 року у родині військового Чжу Хунцзіна у повіті Дунхай провінції Цзянсу. Його предки, зокрема дід Чжу Ю жили в м. Шаосін провінції Чжецзян). У 1901 році переїхав до повітового міста Шаобо, а потім у 1903 році до Янчжоу. Тут він поступив до середньої школи, яку закінчив у 1916 році. Того ж року поступає до Пекінського університету. Згодом одружується. після закінчення університету у 1920 році викладав у школах міст Ханчжоу, Янчжоу, Шанхай і Нінбо. В цей час активно займається літературною діяльністю, стає відомим поетом.
У 1925 році отримує призначення професора у Пекінському університеті. Після смерті дружини (26 листопада 1929 року) на деякий час відходить від справ. Потім, у 1932–1933 році мешкає у Лондоні, де вивчає англійська літературу. Тут знову одружується (4 серпня 1932 року). По поверненню стає викладачем в університеті Цінхуа (Пекін). З початком у 1937 році Другої японсько-китайської війни Чжу Цзицін приєднується до уряду Чан Кайши. Разом із ним відступає на захід. Мешкав у містах Чанша, Куньмін і Ченду. Водночас він продовжував викладання у різних вузах країни.
По закінченню Другої світової війни повернувся до Пекіна. Тут він був призначений головою департаменту китайської мови в університеті Цінхуа. У 1948 році Чжу став страждати на проблеми із шлунком. 18 червня того ж року на знак протесту проти політики уряду США відмовився від їжі. 12 серпня 1948 року внаслідок перфорації шлунка помер у лікарні університету Цінхуа.

## Родина
Мав двох дружин — Ву Тхі, Чень Чжу. У 1951 році його сина від першого шлюбу Чжу Чжу було страчено.

## Творчість
Його головні твори — «Пошук ранку», «Слід», «Силует», «Записки про подорож в Європі», «Ти і я», «Основи аналітичного читання», «Основи курсорною читання», «Навчання філології», «Вивчення мови поезії», «Трохи про нову поезію», «Критерії та заходи», «Про єдність дохідливості і художньої цінності». найвідомішою поемою Чжу Цзиціна є «Руїна».